# Morus nigra
A Morus nigra, commumente conhecida como amoreira-negra, é uma da espécie de árvore da família das Moráceas, que produz frutos comestíveis, de coloração vermelho-escura, que dão pelos nomes comuns de amora-preta, amora-miúra e amora-da-horta, e cujas folhas amiúde se destinam à alimentação do bicho-da-seda.
Trata-se de uma espécie pertencente ao tipo fisionómico das megafanerófitas. 

## Descrição
A amoreira-preta trata-se de uma árvore de folha caduca e casca rugosa, que pode ascender a alturas que rondam os 12 e os 15 metros.
Tem folhas  alternas, que quanto à forma podem ser ovadas a cordiformes acuminadas, exibindo margens duplamente dentadas. No que toca à coloração, mostram-se verde-prásinas na página superior e de coloração mais clara na página inferior, no Outono amarelecem. Quanto à textura, são ásperas na página superior, ao passo que na inferior já são mais pubescentes e sedosas.
A copa desta árvore pauta-se pela sua grande densa e ramificação, podendo alcançar diâmetros com amplexos de dez metros. Ao passo que os ramos mais jovens exibem uma casca lisa, à medida que a planta vai envelhecendo, tanto os ramos como o próprio tronco vão adquirindo uma casca rugosa e fendida.
As inflorescências são cilíndricas, com amentilhos masculinos de maiores dimensões do que os femininos. É uma espécie monoica, pelo que cada espécime conta com órgãos sexuais dos 2 sexos. A floração dá-se entre Março e Maio. 
As flores apresentam uma coloração verde-clara e pendem de pedúnculos curtos.  As flores distinguem-se, ainda, consoante o sexo, assim, as flores femininas, por sinal, mais curtas, têm um formato que vai do arredondado ao ovóide, ao passo que as flores masculinos se afiguram em espigas compridas e grossas.
As amoras-da-horta afiguram-se como uma infrutescência, isto é, trata-se de um conglomerado de pequenos frutos (bagas) assentes num eixo central carnudo, a que se dá o nome de sorose. As amoras-miúras costumam ter um formato oblongado e medem entre dois a dois centímetros e meio de comprimento. No que respeita à coloração, estas amoras mostram-se citeriormente de uma tonalidade púrpura e ulteriormente vermelho-escura, quando já estão mais maduras.  Quando ainda estão verdes, estas amoras têm um sabor muito ácido, pelo que só adocicam quando amadurecem. As amoras-pretas têm um paladar mais doce do que as amoras-brancas.
A frutificação ocorre de maio a agosto.
As sementes germinam ao fim de 2 ou 3 meses de estratificação fria, geralmente no advento da Primavera. Sendo certo que há casos em que pode demorar um ano inteiro, se as condições propícias à germinação não se verificarem.

## Origem e ecologia

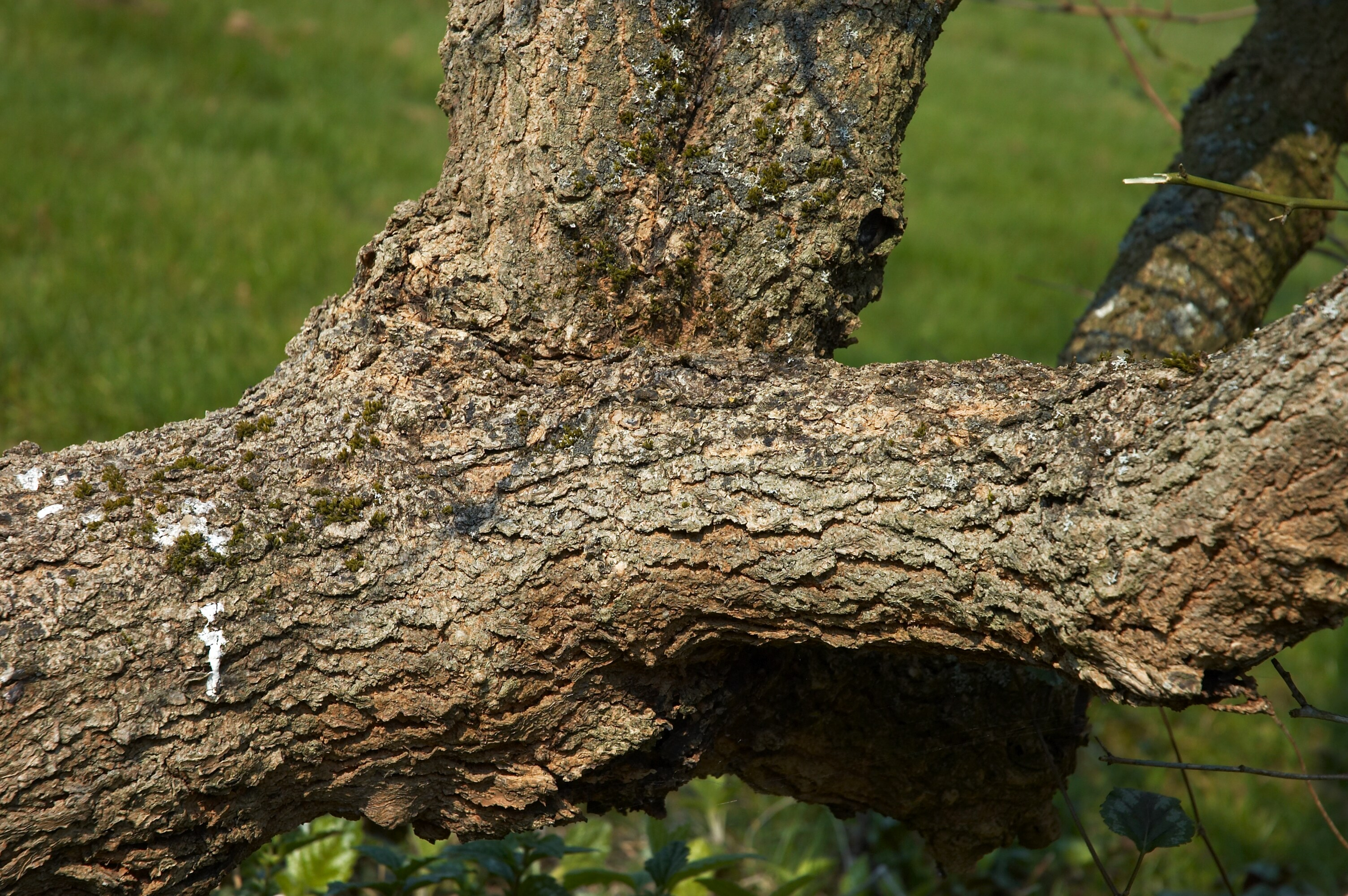
Morus nigra, ou amoreira-preta, fotografada na Bélgica em 28 de março de 2007. Esta imagem mostra a árvore que pertence à família Moraceae e é nativa da região da Ásia Ocidental e do Sudeste Europeu. A foto ilustra a árvore adulta, que é desenhada por sua cascata e folhas distintas, importantes para o estudo de sua origem e adaptação a diferentes ecossistemas.

Esta espécie é originária das regiões temperadas da Ásia Menor. Foi introduzida na bacia mediterrânica pelo menos desde o séc. XIV.
Não é uma espécie espontânea em Portugal, embora esteja presente no país, tanto no continente como no arquipélago da Madeira, como árvore cultivada e ornamental.
Trata-se de uma espécie ruderal, que medra nas cercanias de zonas de habitadas e nas orlas de caminhos. Privilegia  solos húmidos, profundos, resguardados da luz solar intensa e ricos em matéria orgânica.

## Usos
Além de ser usada como árvore ornamental, também cumpre finalidades alimentares, mercê das amoras doces que produz, bem como tem uma utilidade magistral na alimentação e criação dos bichos-da-seda.
Com efeito, no foral de Ervededo, em 1233, D. Silvestre, a fim de proteger a nascente cultura do bicho-da-seda em Portugal, proibiu os habitantes da localidade de vender as folhas das amoreiras (preta e branca), por ser esta a fonte principal da alimentação do referido insecto sedígero.  Na mesma toada, em 1802, a Real Companhia do Novo Estabelecimento para as Fiações e Torcidos de Seda envidou esforços pela promoção do cultivo das amoreiras em Portugal, tendo em vista a dinamização da cultura do bicho-da-seda e da produção de seda.
Há diversas partes desta planta que têm propriedades medicinais, que foram aproveitadas para a confecção de mezinhas, no ensejo da medicina folclórica tradicional. As folhas têm propriedades adstringentes e diaforéticas, tendo sido usadas, quando secas, para fazer infusões.  Chegaram a ser feitas tinturas com a casca grossa do tronco desta árvore, para fazer preparos contra a dor de dentes. A casca da raiz, por seu turno, foi usada no passado como agente antitússico.

## Legislação

### Portugal
O concelho do Fundão classificou a espécie Morus nigra L como «arvoredo de interesse público». Tendo sido proferido despacho do Instituto da Conservação da Natureza e das Florestas, em 2020, por molde a conferir paládio legal ao exemplar do século XVIII, que situa na vila de Atalia do Campo, o qual se reveste de singular importância histórica, porquanto assinala o local em que as tropas do 1.º regimento de cavalaria de Castelo Branco montaram emboscada às tropas francesas do general Junot, em 1810, aquando das invasões napoleónicas.

### Brasil
O município de Curitiba define a Morus nigra, através de seu Decreto 473/2008, como espécie exótica invasora. Tal caracterização enquadra a espécie como introduzida, cuja dispersão ameaça ecossistemas, habitats ou espécies. Com base no decreto o município desenvolve o programa Biocidade visando o controle e substituição desta e de outras seis espécies por espécies nativas adequadas.

## Mitologia
Na mitologia grega, o mito de Píramo e Tisbe, serve de conto etiológico da origem da amoreira-negra. Na antiguidade clássica, esta árvore era consagrada ao culto da deusa Atena.